# Хёр-Гренцхаузен
Хёр-Гренцхаузен (нем. Höhr-Grenzhausen) — город в Германии, в земле Рейнланд-Пфальц. 
Входит в состав района Вестервальд. Подчиняется управлению Хёр-Гренцхаузен.  Население составляет 9191 человек (на 31 декабря 2010 года). Занимает площадь 15,87 км². Официальный код  —  07 1 43 032.

## Города-побратимы
- Лайгуэлья, Италия (1972)
- Семюр-ан-Осуа, Франция (1987)